# Berkheya cardopatifolia
Berkheya cardopatifolia là một loài thực vật có hoa trong họ Cúc. Loài này được (DC.) Roessler mô tả khoa học đầu tiên năm 1959.